# Strange Justice (1932)
Strange Justice is een Amerikaanse dramafilm uit 1932 onder regie van Victor Schertzinger.

## Verhaal
De bankier Judson kan zijn liederlijke levensstijl handhaven door geld van de bank te verdonkeremanen. Wanneer de immorele directieassistent Water hem op heterdaad betrapt, zet hij Judson onder druk om ermee door te gaan. Als hun fraude aan het licht dreigt te komen, bedenken ze een plan om de schuld in de schoenen te schuiven van Wally, het liefje van het mooie garderobemeisje Rose.

## Rolverdeling
| Acteur            | Personage |
| ----------------- | --------- |
| Marian Marsh      | Rose      |
| Reginald Denny    | Judson    |
| Richard Bennett   | Kearney   |
| Norman Foster     | Wally     |
| Irving Pichel     | Waters    |
| Nydia Westman     | Gwen      |
| Thomas E. Jackson | Smith     |